# Josef Benz
Josef Benz (Zurigo, 20 maggio 1944 – Zurigo, 5 febbraio 2021) è stato un bobbista svizzero.

## Biografia
Ai XII Giochi olimpici invernali (edizione disputatasi nel 1976 a Innsbruck,  Austria) vinse la medaglia d'argento nel Bob a quattro con i connazionali Erich Schärer, Rudolf Marti e Ulrich Bächli, partecipando per la nazionale svizzera, superando una tedesca (Germania Ovest), ma superata dall'altra tedesca.
Il tempo totalizzato fu di 3:40,89 con un distacco minimo rispetto alle altre classificate 3:41,37 e 3:40,43 i loro tempi. Nella stessa edizione con Erich Schärer vincerà una medaglia di bronzo, con un tempo di 3:45.70.
Sempre con gli stessi compagni del bob a quattro vincerà un altro argento ai XIII Giochi olimpici invernali, con il tempo di 4:00,87. Per lui anche una medaglia d'oro nel bob a due con Erich Schärer, con un tempo di 4:09.36
Inoltre ai campionati mondiali vinse diverse medaglie:
- nel 1975, oro nel bob a quattro con Erich Schärer, Peter Schärer e Werner Camichel;
- nel 1977, argento nel bob a quattro con Erich Schärer, Rudolf Marti e Ulrich Bächli;[4]
- nel 1978, argento nel bob a quattro con Erich Schärer, Rudolf Marti e Ulrich Bächli e oro nel bob a due con Erich Schärer;[5]
- nel 1979, bronzo nel bob a quattro con Erich Schärer, Ulrich Bächli e Hansjörg Trachsel e oro nel bob a due con Erich Schärer;
- nel 1981, bronzo nel bob a quattro con Erich Schärer, Max Rüegg e Tony Rüegg e bronzo nel bob a due con Erich Schärer.

Benz è morto nel 2021 per complicazioni da Covid-19.